# Chris Tall

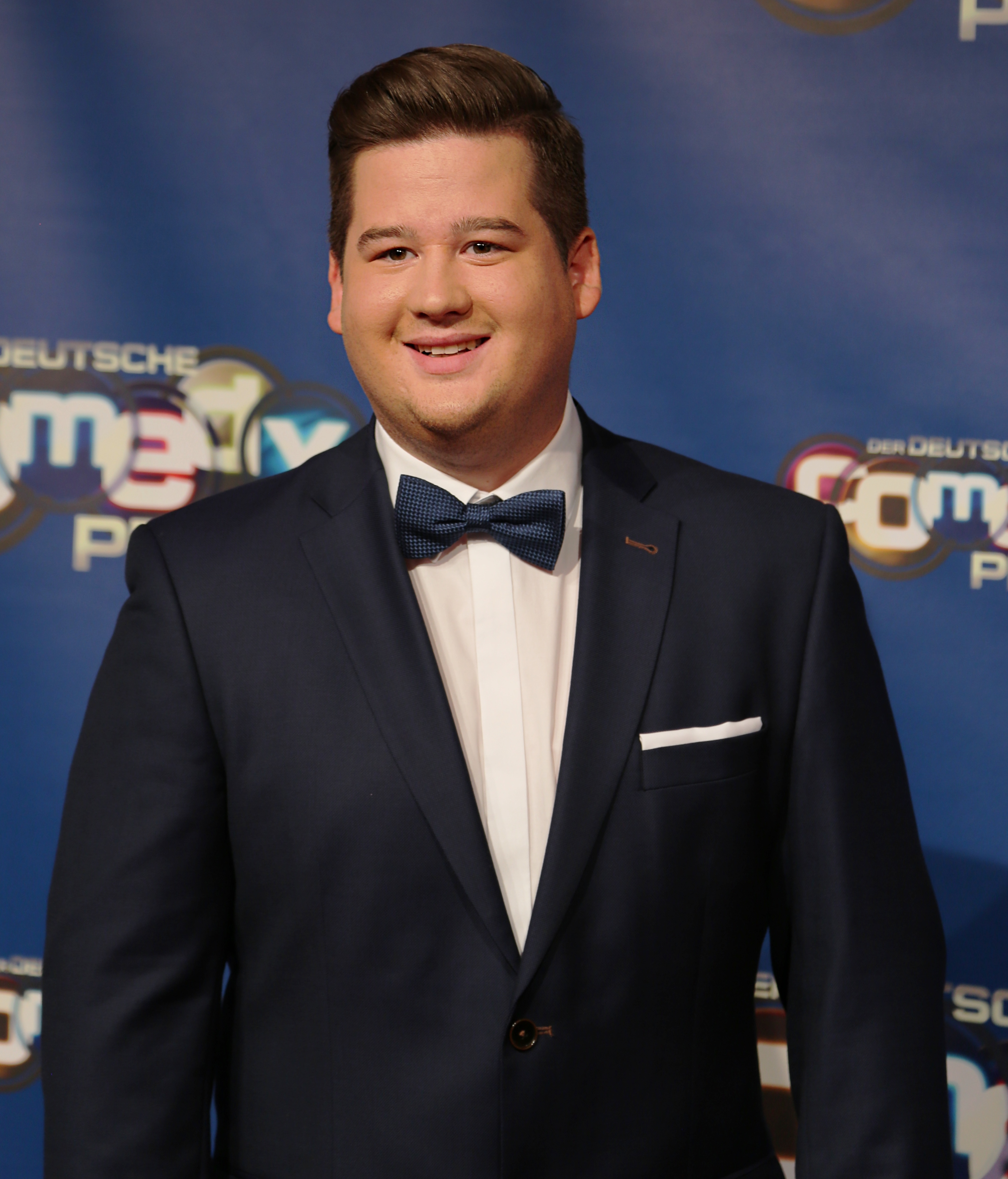
Chris Tall (2017)

Chris Tall (bürgerlich Christopher Nast; * 4. Mai 1991 in Hamburg) ist ein deutscher Stand-up- und Filmkomiker. Seinen Durchbruch hatte er 2013 mit dem Gewinn des RTL Comedy Grand Prix. 2016 bekam er den deutschen Comedypreis als Bester Newcomer.

## Werdegang
Chris Tall wuchs in Hamburg auf. Nach der Realschule und dem Fachabitur machte er eine Ausbildung zum Versicherungskaufmann.
Im Jahr 2013 gewann Chris Tall den RTL Comedy Grand Prix und wurde dadurch landesweit bekannt. Darüber hinaus trat er in Stefan Raabs Sendung TV total auf. Nachdem er bei seinem dortigen Auftritt am 27. Oktober 2015 dazu aufgerufen hatte, „Witze […] über alle – über Behinderte, über Schwule, über Schwarze –“ zu machen und nach eigenen Einlassungen über so genannte „Randgruppen“ wiederholt die antizipierte Publikumsreaktion „Darf er das?“ formulierte, fand diese leitmotivische Frage insbesondere über die sozialen Medien weite Verbreitung und verschaffte Chris Tall als „charakteristischer Ausspruch“ Aufmerksamkeit.
Chris Tall trat bei den Comedy-Shows NightWash und Quatsch Comedy Club auf. Sein erstes Soloprogramm hieß Versetzung gefährdet!; mit diesem tourte er durch Deutschland. 2015 brachte er sein Buch Selfie von Mutti! Wenn Eltern cool sein wollen heraus, seit 2016 tritt er mit dem gleichnamigen Bühnenprogramm auf. Unter anderem stand Chris Tall mit Bülent Ceylan, Luke Mockridge und Cindy aus Marzahn auf der Bühne.
2015 spielte er in dem Film Abschussfahrt mit, 2016 kam der Film Männertag mit ihm in einer der tragenden Rollen in die Kinos. Im Januar 2017 wurde bekannt, dass Chris Tall einen dreijährigen Exklusivvertrag mit Constantin Entertainment und Constantin Film über Film-, Serien- und Comedy- und Showprojekte unterzeichnet hat.
2017 war er Reporter für Die Bülent Ceylan Show und interviewte in dieser Funktion Passanten. Im Juni 2017 bekam er auf RTL seine erste eigene Primetime-Show Wollen wir wetten?! Bülent gegen Chris. In der Sendung tritt Chris Tall gegen Bülent Ceylan an. Beide müssen in einem Spielduell und mit ihren Wettkandidaten antreten. Im Herbst 2017 moderierte Chris Tall die 1LIVE Köln Comedy-Nacht XXL, später auch den Deutschen Comedypreis 2017. Ab Januar 2018 war er mit seinem dritten Soloprogramm Und jetzt ist Papa dran auf Tournee. Im April 2018 strahlte RTL zwei Folgen seiner Show Chris! Boom! Bang! aus, in der er versucht, Teenies und Eltern bei Problemen zu helfen. Von September 2018 bis Mai 2021 hatte er bei RTL seine eigene Late-Night-Show Darf er das? – Die Chris Tall Show. Im Oktober 2018 moderierte er zum zweiten Mal die 1LIVE Köln Comedy-Nacht XXL.
2019 hatte Tall bei Amazon Prime Video seine eigene Show Chris Tall presents, in der er in jeder Folge einen Comedian vorstellte. Von Juni 2020 bis Dezember 2024 hatte Tall zusammen mit dem Comedian Özcan Coşar den Podcast 08/17, der unter anderem bei RTL+ abrufbar ist. Er war in der 14. Staffel der RTL-Castingshow Das Supertalent neben Dieter Bohlen, Bruce Darnell und Evelyn Burdecki Jurymitglied. Im Dezember 2020 war Chris Tall Teil der RTL-Show Der König der Kindsköpfe. In vier Shows konnte er sich gegen Mario Barth und Oliver Pocher durchsetzen und gewann die Show.
Seit 2021 entstanden drei Staffeln von Murmel Mania auf RTL, die Tall moderierte, ebenso wie die Quizshow The Wheel – Promis drehen am Rad, die 2021 und 2023 auf insgesamt sechs Ausgaben kam. Im September 2023 konnte er Pietro Lombardi bei Schlag den Star auf ProSieben bezwingen.
Im März 2023 startete sein viertes Soloprogramm Schönheit braucht Platz, das im März 2024 von Laugh Stories abgelöst wurde. Chris Tall lebte bis 2014 in Köln, seitdem wieder in Hamburg. Zu seinen Autoren zählt u. a. Sascha Korf.
Auf dem Screenforce Festival 2024 wurde bekannt gegeben, dass Chris Tall für mehrere Jahre einen Exklusivvertrag mit ProSieben abgeschlossen hat. Dieser beinhaltet die neue Comedyshow Chris Du das hin? sowie eine weitere Staffel von Wer isses?. Bei der Show Murmel Mania, die Tall von 2021 bis 2023 selbst moderiert hat, fungiert er künftig lediglich als Teilnehmer.

## Kontroversen
Kritik erfuhr Chris Tall, nachdem er laut Medienberichten am 14. Oktober 2017 auf einer Solo-Show in Köln seine 12.000 Zuschauer mit den Worten „Wir fackeln heute die Bude ab – also quasi ’ne Chris-Tall-Nacht!“ begrüßt hatte, einer phonetischen und auch inhaltlichen Anspielung auf die auch als „Kristallnacht“ bezeichneten Novemberpogrome 1938.
Im September 2018 warf ihm die damalige Sprecherin der Grünen Jugend Ricarda Lang in einem Gastbeitrag auf Bento eine sexistische Darstellung von Frauen in seiner Sendung Darf er das? vor.

## Auszeichnungen
- Stuttgarter Comedy Clash (2011)
- Thüringer Comedy Slam (2012)
- Düsseldorfer Comedy Slam (2012)
- Trierer Comedy Slam (2012)
- NDR Comedy Contest (2012)[24]
- RTL Comedy Grand Prix (2013)
- Stuttgarter Comedy King (2013)
- Düsseldorfer Frischfleisch Comedy (2013)
- Hamburger Comedy Pokal (2014)[25]
- Stockstädter Kleinkunstpreis (2014)
- Böblinger Mechthild (2014)
- Hölzerner Besen (2015)
- Deutscher Comedypreis als „Bester Newcomer“ (2016)
- 1 Live Krone in der Kategorie „Comedy“ (2018)
- Bambi in der Kategorie „Comedy“ (2019)
- Recklinghäuser Hurz, Hauptpreis Der-Wolf-und-das-Lamm-Hurz (2020)[26]

## Moderation

### Fortlaufend
- seit 2024: Wer isses?, ProSieben
- seit 2024: Chris du das hin?, ProSieben

### Ehemalig
- 2016–2018: NDR Comedy Contest, NDR
- 2016–2019: Chris Tall live!, RTL
- 2017: Deutscher Comedypreis 2017, RTL
- 2017–2018: 1LIVE Köln Comedy-Nacht XXL, One
- 2018: Big Blöff, Sat.1
- 2018: Chriss! Boom! Bang!, RTL
- 2018–2021: Darf er das? – Die Chris Tall Show, RTL
- 2019: Chris Tall Presents …, Amazon Prime Video
- 2020: Der König der Kindsköpfe, RTL
- 2020–2024: 08/17, RTL+
- 2021, 2023: The Wheel – Promis drehen am Rad, RTL
- 2021: Das Supertalent, RTL
- 2021: Die große RTL Neujahrsansprache, RTL
- 2021–2023: Murmel Mania, RTL
- 2022–2024: Take Me Out (XXL-Folgen), RTL

### Jury
- 2016: Oberaffengeil
- 2018: RTL Comedy Grand Prix, RTL
- 2020: Das Supertalent, RTL

### Gastauftritte
- 2017: Duell der Stars – Die Sat.1 Promiarena (Sat.1)
- 2017: Paul Panzers Comedy Spieleabend (2 Folgen) (Sat.1)
- 2017–2021: Genial daneben (Sat.1)
- 2017: Grill den Henssler (2 Folgen) (VOX)
- 2017: Wer weiß denn sowas? (ARD)
- 2018: Die Pierre M. Krause Show (SWR)
- 2018: Wer wird Millionär? – Prominenten-Special (RTL)
- 2018: PussyTerror TV (ARD)
- 2018: Mord mit Ansage (Sat.1)
- 2018: Hotel verschmitzt (RTL)
- 2020: Wer sieht das denn?!
- 2020: Denn sie wissen nicht, was passiert (RTL)
- 2020: Der König der Kindsköpfe (RTL)
- 2020: Ninja Warrior Germany (RTL)
- 2021: Täglich frisch geröstet (RTL)
- 2021: Bin ich schlauer als...? (RTL)
- 2021: Abendshow (rbb)
- 2021: strassenstars (HR)
- 2022: 7 Tage, 7 Köpfe (RTL)
- 2022: Ich setz auf Dich (RTL)
- 2023: Schlag den Star (ProSieben)

## Filmografie
- 2015: Abschussfahrt
- 2016: Smaragdgrün
- 2016: Männertag
- 2016: Comedy Rocket (3 Folgen)
- 2018: Verpiss dich, Schneewittchen
- 2019: Der letzte Bulle
- 2019–2020: Pastewka (4 Folgen)

• 2023 Intimate (1 Folge)

## Diskografie

### Singles
- 2016: Darf er das? (mit Ralf „Ralle“ Petersen und Hack Norris)
- 2024: Schaf (Kool Savas feat. Chris Tall)

## Bücher
- Selfie von Mutti! Wenn Eltern cool sein wollen. Carlsen Verlag, Hamburg 2015, ISBN 978-3-551-68510-0.